# Pterolophia subbicolor
Pterolophia subbicolor är en skalbaggsart som beskrevs av Stefan von Breuning 1960. Pterolophia subbicolor ingår i släktet Pterolophia och familjen långhorningar. Inga underarter finns listade i Catalogue of Life.